# The Piranhas
The Piranhas waren eine britische New-Wave-Band im Ska- und Neomod-Umfeld der 2-tone-Zeit. Musikalisch lässt sich ihre Mischung aus Ska, Reggae und Mod-Elementen am ehesten mit dem Sound von The Beat vergleichen. Ihr Sound war in der Phase, in der sie Hits hatten, „fröhlich, ausgelassen, ideal zum Tanzen“.

## Bandgeschichte
Die Piranhas wurden 1977 gegründet und kamen ursprünglich aus der Brightoner Punkszene. Bekannt geworden sind sie durch ihre Version des südafrikanischen Folk-Standards „Tom Hark“. Der Kwela-Song war in den 1950ern ein Hit für Elias & His Zig Zag Jive Flutes gewesen, der bereits durch Millie Small eine Ska-Adaption erfahren hatte. „Tom Hark“ wurde 1980 von Sire Records (in Deutschland von Hansa International) veröffentlicht und war im Spätsommer 1980 ein tanzbarer Top-Ten-Hit in den britischen Charts. Er wurde ein auch von britischen Fußballfans gern gesungener Evergreen. 2005 wurde er als „Tom Hark (We Want Falmer!)“ in einer Version von Seagulls Ska neu veröffentlicht, um Geld für das neue Stadion des Fußballclubs Brighton & Hove Albion einzuspielen.
Die Besetzung der Band war von 1977 bis 1981:
- Bob Grover – Gitarre, Gesang, später auch Trompete
- Dické: Slexia  – Schlagzeug
- Johnny Helmer – Gitarre, Gesang
- Reginald Frederick Hornsbury – Bass
- Zoot Alors – Saxophon

1981 trennte sich die Band. Ihr Gitarrist und Sänger Bob Grover veröffentlichte mit neuem Line-up weiter als The Piranhas – mit dem Zusatz „featuring Boring Bob Grover - the Man with the Golden Trumpet“ – vor allem Songs im Kwela-Ska-Sound. 1982 brachte eine Version von Lou Buschs „Zambesi“ (diesmal auf Dakota Records) die neuen Piranhas erneut in die britischen Top 20.
Weitere Singles, wie „Easy Come, Easy Go“ – ebenfalls die Adaption eines südafrikanischen Liedes, auf dem sich wieder „Boring Bob Grover in der Hoffnung, einmal den Sound von Herb Alpert zu erreichen“ als Trompeter versuchte – verfehlten dieses Ziel.
Im Jahre 1998 wurde eine Compilation der Aufnahmen für das Plattenlabel Attrix vorgestellt, die auch bisher nicht veröffentlichte Stücke enthält.

## Diskografie
Alben
- The Piranhas (Sire – SRK6098)
- The Attrix Collection, 1998

Singles
- Tom Hark (Sire – SIR4044)
- I Don't Want My Body (Sire – SIR4046)
- Zambesi (Dakota)